# Strzelin
Strzelin (Duits: Strehlen) is een stad in het Poolse woiwodschap Neder-Silezië, gelegen in de powiat Strzeliński. De oppervlakte bedraagt 10,32 km², het inwonertal 12.289 (2005). Tot 1945 behoorde de stad tot Duitsland.

## Verkeer en vervoer
- Station Strzelin

## Partnersteden
- Trutnov (Tsjechië)

## Geboren
- Paul Ehrlich (1854-1915), chemicus, arts en Nobelprijswinnaar (1908)